# 林正盛
林正盛（1959年3月31日—），台灣藝術者，兼具編劇、導演、演員、寫作者等身分於一身。

## 生平
出生於台東縱谷的鹿野，三歲遷居台東海岸線東河泰源。十六歲國中畢業後，決定偷了錢離家出走。遷移至台北當麵包學徒，後續做了十多年的麵包師傅。二十五歲，進入編導班而離開麵包師工作。 

### 藝文創作
二十七歲時參加文建會舉辦的編導班，開啟了電影生涯。曾拍攝《老周、老汪、阿海和他的四個工人》、《阿豐阿燕的孔雀地》、《美麗在唱歌》等多部紀錄片，並參與《熱帶魚》、《太平天國》及《我的神經病》等片的演出。 
1996年林正盛執導個人首部劇情長片《春花夢露》，拿下法國坎城影展天主教人道精神特別獎、瑞士佛瑞堡影展評審團大獎以及日本東京影展青年導演單元銀獎。
1997年再以劇情作品《美麗在唱歌》入選坎城影展導演雙週項目，並獲得法國媒體頒贈金棕櫚會外獎。 
1999年的作品《天馬茶房》以歌舞電影的形式重新詮釋二二八事件。 
2001年以《愛你愛我》獲得柏林影展最佳導演銀熊獎。 
2003年推出新作《魯賓遜漂流記》，入圍第五十六屆坎城影展「一種注目」單元。 
2002年，文學著作「未來，一直來一直來 （页面存档备份，存于）」，當年「最佳文學」金鼎獎。 

### 公益活動
2006年參與成立台灣多寶格藝術發展協會 （页面存档备份，存于） 並擔任理事長，和韓淑華老師一起參與服務泛自閉症青年藝術創作的多寶藝術學堂 （页面存档备份，存于）。

## 影像作品
| 劇情片（導演、編劇）     | | | |
| 年份                     | 名稱 | 參展、入圍 | 得獎、殊榮 |
| 1996                     | 春花夢露 | • 加拿大溫哥華影展參展 • 加拿大多倫多影展參展 | • 法國坎城影展-基督教頒發人文精神獎 • 瑞士弗利堡評審團大獎 • 日本東京影展-青年導演銀櫻花獎 |
| 1997                     | 美麗在唱歌 | • 荷蘭鹿特丹影展參展 • 加拿大多倫多影展參展 • 美國舊金山影展 （页面存档备份，存于）參展 | • 法國坎城影展-媒體聯盟頒發金棕櫚樹獎 • 比利時根特影展-黃金時代獎 • 日本東京影展-最佳女主角（劉若英、曾靜同得）                                                                                   |
| 1998                     | 放浪 | • 德國柏林影展國際競賽影片入圍 • 美國芝加哥影展參展 • 日本NHK亞洲電影節 （页面存档备份，存于）參展 • 香港電影節 （页面存档备份，存于）「閉幕影片」                                                | |
| 1999                     | 天馬茶房 | • 法國坎城影展 （页面存档备份，存于）「一種注目」單元參展 • 韓國釜山影展參展 | • 獲得代表中華民國（台灣）參賽美國奧斯卡金像獎 |
| 2001                     | 愛你愛我 | • 俄羅斯莫斯科影展參展 • 巴西聖保羅影展 （页面存档备份，存于）參展 | • 德國柏林影展-最佳導演銀熊獎 |
| 2003                     | 魯賓遜漂流記 | • 法國坎城影展 （页面存档备份，存于）「一種注目」單元參展 • 亞太影展參展 • 巴西聖保羅影展 （页面存档备份，存于）參展                                                                              | |
| 2004                     | 月光下，我記得 | • 入圍金馬獎最佳影片、最佳導演、最佳女主角、最佳改編劇本、 最佳美術、最佳電影 音樂六項大獎 • 亞太影展參展 • 韓國釜山影展參展                                                                      | • 金馬獎-最佳編劇、最佳女主角（楊貴媚榮獲）二大獎 • 亞太影展-最佳編劇、演員貢獻獎（楊貴媚榮獲） • 釜山影展市場展-最佳電影企劃獎                                                                   |
| 2013                     | 世界第一麥方 | • 日本東京影展參展 | |
| 紀錄片（導演、編劇）     | | | |
| 1990                     | 老周老汪阿海和他的四個工人 （页面存档备份，存于） | 獲中時晚報電影獎-非商業類首獎 （页面存档备份，存于） | 獲中時晚報電影獎-非商業類首獎 （页面存档备份，存于） |
| 1991                     | 美麗在唱歌 （页面存档备份，存于） | 獲中時晚報電影獎-非商業類優等獎 | 獲中時晚報電影獎-非商業類優等獎 |
| 1992                     | 阿峰阿燕的孔雀地 （页面存档备份，存于） | 獲中時晚報電影獎-非商業類優等獎 | 獲中時晚報電影獎-非商業類優等獎 |
| 2008                     | 我們的孩子 （页面存档备份，存于） | | |
| 2008                     | 海洋練習曲 | | |
| 2010                     | 一閃一閃亮晶晶 | • 韓國釜山影展參展 • 台北電影節參展 • 台灣紀錄片雙年展參展 | • 韓國釜山影展參展 • 台北電影節參展 • 台灣紀錄片雙年展參展 |
| 2021                     | 地球迷航 | • 金馬奇幻影展參展 • 英國倫敦電影節參展 • 澳洲台灣影展 Taiwan Film Festival in Australia參展 | • 金馬奇幻影展參展 • 英國倫敦電影節參展 • 澳洲台灣影展 Taiwan Film Festival in Australia參展 |
| 2023                     | 撼山河 撼向世界） | • 入圍第60屆金馬獎最佳紀錄片 | • 入圍第60屆金馬獎最佳紀錄片 |
| 電視劇作品（導演）       | | | |
| 1998                     | 春成的賠命錢 （页面存档备份，存于） | 春成的賠命錢 （页面存档备份，存于） | 春成的賠命錢 （页面存档备份，存于） |
| 2001                     | 一個住飯店的男人 （页面存档备份，存于） | 一個住飯店的男人 （页面存档备份，存于） | 一個住飯店的男人 （页面存档备份，存于） |
| 電視劇（監製）           | | | |
| 1998                     | 水嬸回家 （页面存档备份，存于）（柯淑卿 （页面存档备份，存于）導演） | 水嬸回家 （页面存档备份，存于）（柯淑卿 （页面存档备份，存于）導演） | 水嬸回家 （页面存档备份，存于）（柯淑卿 （页面存档备份，存于）導演） |
| 2002                     | 開枝散葉（林智祥導演）• 入圍2002年金鐘獎（最佳單元劇、最佳導演、最佳女主角）三項大獎 | 開枝散葉（林智祥導演）• 入圍2002年金鐘獎（最佳單元劇、最佳導演、最佳女主角）三項大獎 | 開枝散葉（林智祥導演）• 入圍2002年金鐘獎（最佳單元劇、最佳導演、最佳女主角）三項大獎 |
| 短片                     | | | |
| 1986                     | 樂觀的人（8釐米） | 樂觀的人（8釐米） | 樂觀的人（8釐米） |
| 1993                     | 傳家寶 （16釐米） | 傳家寶 （16釐米） | 傳家寶 （16釐米） |
| 廣告作品                 | | | |
| 1997                     | 黑松貝里蘇格蘭威士忌（海港海鮮篇） | 黑松貝里蘇格蘭威士忌（海港海鮮篇） | 黑松貝里蘇格蘭威士忌（海港海鮮篇） |
| 2013                     | 活益比菲多「只要我長大 （页面存档备份，存于）」 | 活益比菲多「只要我長大 （页面存档备份，存于）」 | 活益比菲多「只要我長大 （页面存档备份，存于）」 |
| 2014                     | 比非多益生菌軟糖「吃糖仔顧健康 （页面存档备份，存于）」 | 比非多益生菌軟糖「吃糖仔顧健康 （页面存档备份，存于）」 | 比非多益生菌軟糖「吃糖仔顧健康 （页面存档备份，存于）」 |
| 2016                     | 活益比菲多「家庭號混和篇 （页面存档备份，存于）」 | 活益比菲多「家庭號混和篇 （页面存档备份，存于）」 | 活益比菲多「家庭號混和篇 （页面存档备份，存于）」 |
| 2016                     | 秋雅梅子果實醋「愛情篇」 （页面存档备份，存于） | 秋雅梅子果實醋「愛情篇」 （页面存档备份，存于） | 秋雅梅子果實醋「愛情篇」 （页面存档备份，存于） |
| 2016                     | 純粹咖啡廣告「扯鈴演員林韋良篇 （页面存档备份，存于）」 | 純粹咖啡廣告「扯鈴演員林韋良篇 （页面存档备份，存于）」 | 純粹咖啡廣告「扯鈴演員林韋良篇 （页面存档备份，存于）」 |
| 2017                     | 活益比菲多「乳酸君棒棒偷吃篇 （页面存档备份，存于）」 | 活益比菲多「乳酸君棒棒偷吃篇 （页面存档备份，存于）」 | 活益比菲多「乳酸君棒棒偷吃篇 （页面存档备份，存于）」 |
| 演員                     | | | |
| 1995                     | 熱帶魚-擔任男配角（第32屆金馬獎最佳男配角入圍） | 熱帶魚-擔任男配角（第32屆金馬獎最佳男配角入圍） | 熱帶魚-擔任男配角（第32屆金馬獎最佳男配角入圍） |
| 1996                     | 太平天國- （页面存档备份，存于）擔任男主角 | 太平天國- （页面存档备份，存于）擔任男主角 | 太平天國- （页面存档备份，存于）擔任男主角 |
| 1997                     | 我的神經病 （页面存档备份，存于）-擔任男主角 | 我的神經病 （页面存档备份，存于）-擔任男主角 | 我的神經病 （页面存档备份，存于）-擔任男主角 |
| 其他受邀電影放映重要活動 | | | |
| 1999                     | 瑞典國家電影圖書館舉辦台灣電影節開幕酒會，並於「春花夢露」、「美麗在唱歌」映後演講 | 瑞典國家電影圖書館舉辦台灣電影節開幕酒會，並於「春花夢露」、「美麗在唱歌」映後演講 | 瑞典國家電影圖書館舉辦台灣電影節開幕酒會，並於「春花夢露」、「美麗在唱歌」映後演講 |
| 1999                     | 丹麥國家電影圖書館舉辦台灣電影節開幕酒會，並於「春花夢露」、「美麗在唱歌」映後演講 | 丹麥國家電影圖書館舉辦台灣電影節開幕酒會，並於「春花夢露」、「美麗在唱歌」映後演講 | 丹麥國家電影圖書館舉辦台灣電影節開幕酒會，並於「春花夢露」、「美麗在唱歌」映後演講 |
| 1999                     | 日本東京出席「放浪」日本首映宣傳活動（NHK舉辦） | 日本東京出席「放浪」日本首映宣傳活動（NHK舉辦） | 日本東京出席「放浪」日本首映宣傳活動（NHK舉辦） |
| 2003                     | 法國巴黎，出席「愛你愛我」歐洲發行宣傳活動（法國投資、發行片商與「台灣巴黎代表處 （页面存档备份，存于）」共同舉辦）                                                                               | 法國巴黎，出席「愛你愛我」歐洲發行宣傳活動（法國投資、發行片商與「台灣巴黎代表處 （页面存档备份，存于）」共同舉辦）                                                                               | 法國巴黎，出席「愛你愛我」歐洲發行宣傳活動（法國投資、發行片商與「台灣巴黎代表處 （页面存档备份，存于）」共同舉辦）                                                                               |
| 2007                     | 美國舊金山、西雅圖，出席台灣電影節，於柏克萊大學、史丹佛大學、華盛頓大學巡迴放映，並出席映後座談                                                                                                  | 美國舊金山、西雅圖，出席台灣電影節，於柏克萊大學、史丹佛大學、華盛頓大學巡迴放映，並出席映後座談                                                                                                  | 美國舊金山、西雅圖，出席台灣電影節，於柏克萊大學、史丹佛大學、華盛頓大學巡迴放映，並出席映後座談                                                                                                  |
| 2008                     | 美國波士頓出席哈佛大學電影圖書館舉辦之「林正盛電影回顧展」，共放映「春花夢露」、「美麗在唱歌」、「放浪」、「天馬茶房」、「魯賓遜漂流記」、「月光下我記得」等六部影片                              | 美國波士頓出席哈佛大學電影圖書館舉辦之「林正盛電影回顧展」，共放映「春花夢露」、「美麗在唱歌」、「放浪」、「天馬茶房」、「魯賓遜漂流記」、「月光下我記得」等六部影片                              | 美國波士頓出席哈佛大學電影圖書館舉辦之「林正盛電影回顧展」，共放映「春花夢露」、「美麗在唱歌」、「放浪」、「天馬茶房」、「魯賓遜漂流記」、「月光下我記得」等六部影片                              |
| 2009                     | 美國紐約出席紐約經典電影院 （页面存档备份，存于）舉辦之「林正盛電影回顧展」，共放映「春花夢露」、「美麗在唱歌」、「放浪」、天馬茶房」、「愛你愛我」、「魯賓遜漂流記」、「月光下我記得」等七部電影 | 美國紐約出席紐約經典電影院 （页面存档备份，存于）舉辦之「林正盛電影回顧展」，共放映「春花夢露」、「美麗在唱歌」、「放浪」、天馬茶房」、「愛你愛我」、「魯賓遜漂流記」、「月光下我記得」等七部電影 | 美國紐約出席紐約經典電影院 （页面存档备份，存于）舉辦之「林正盛電影回顧展」，共放映「春花夢露」、「美麗在唱歌」、「放浪」、天馬茶房」、「愛你愛我」、「魯賓遜漂流記」、「月光下我記得」等七部電影 |
| 2010                     | 香港參加「一閃一閃亮晶晶」特別放映活動，出席映後座談與演講活動 | 香港參加「一閃一閃亮晶晶」特別放映活動，出席映後座談與演講活動 | 香港參加「一閃一閃亮晶晶」特別放映活動，出席映後座談與演講活動 |
| 任職大學教學工作         | | | |
| 2001-2005                | 東華大學英美文學系「創作研究所」，開課「從文學到影像」文學改編劇之課程 | 東華大學英美文學系「創作研究所」，開課「從文學到影像」文學改編劇之課程 | 東華大學英美文學系「創作研究所」，開課「從文學到影像」文學改編劇之課程 |
| 2006                     | 東華大學英美文學系聘請為駐校藝術家。開課「紀錄片，與短片」之影像創作課程 | 東華大學英美文學系聘請為駐校藝術家。開課「紀錄片，與短片」之影像創作課程 | 東華大學英美文學系聘請為駐校藝術家。開課「紀錄片，與短片」之影像創作課程 |
| 2009                     | 中正大學外文系聘請為駐校藝術家，舉辦一系列電影賞析講座 | 中正大學外文系聘請為駐校藝術家，舉辦一系列電影賞析講座 | 中正大學外文系聘請為駐校藝術家，舉辦一系列電影賞析講座 |
| 2012                     | 東華大學藝術與設計學系聘請為駐校藝術家，開課「編劇、端片」之影像創作課程 | 東華大學藝術與設計學系聘請為駐校藝術家，開課「編劇、端片」之影像創作課程 | 東華大學藝術與設計學系聘請為駐校藝術家，開課「編劇、端片」之影像創作課程 |
| 2015                     | 慈濟大學聘請為駐校藝術家，開課編劇課程，並舉辦二場講座和一場電影欣賞座談 | 慈濟大學聘請為駐校藝術家，開課編劇課程，並舉辦二場講座和一場電影欣賞座談 | 慈濟大學聘請為駐校藝術家，開課編劇課程，並舉辦二場講座和一場電影欣賞座談 |
| 2016                     | 北藝大通識教育中心聘請為「關渡講座」主持人，以「寫人生的劇本」邀請各行各業專業有成就人士分享人生                                                                                                  | 北藝大通識教育中心聘請為「關渡講座」主持人，以「寫人生的劇本」邀請各行各業專業有成就人士分享人生                                                                                                  | 北藝大通識教育中心聘請為「關渡講座」主持人，以「寫人生的劇本」邀請各行各業專業有成就人士分享人生                                                                                                  |
| 2018                     | 北藝大跨域創作研究所邀請，開課「文學改編課程」 | 北藝大跨域創作研究所邀請，開課「文學改編課程」 | 北藝大跨域創作研究所邀請，開課「文學改編課程」 |

## 文學作品
- 2001 《未來一直來一直來 （页面存档备份，存于）》（獲得新聞局優良出版品文學類最佳出版金鼎獎）｜出版單位：聯合文學出版社 （页面存档备份，存于）
- 2003 《魯賓遜漂流記 （页面存档备份，存于）》 ｜出版單位：聯合文學出版社 （页面存档备份，存于）
- 2005 《青春正盛 （页面存档备份，存于）》｜出版單位：聯合文學出版社 （页面存档备份，存于）
- 2010 《一閃一閃亮晶晶 （页面存档备份，存于）》｜出版單位：有鹿文化 （页面存档备份，存于）
- 2014 《世界第一麥方ㄆㄤˋ：二位麵包師傅，一條堅持的路》｜出版單位：有鹿文化 （页面存档备份，存于）
- 2018 《轉彎的人生更美麗 （页面存档备份，存于）》｜出版單位：時報出版

## 外部連結
- 林正盛在互联网电影资料库（IMDb）上的資料（英文）（英文）
- 在AllMovie上林正盛的頁面（英文）
- 林正盛在香港影庫上的簡介
- 林正盛在豆瓣上的资料（简体中文）
- 林正盛在时光网上的簡介（简体中文）
- 多寶藝術學堂 （页面存档备份，存于）[1]
- 我們之間影像 （页面存档备份，存于）[2]

1. ↑  . 多寶藝術學堂.   [2022-08-15]. （原始内容存档于2022-05-23）.
2. ↑  . www.facebook.com.   [2022-08-15]. （原始内容存档于2022-08-11） （中文（简体））.